# Joan Rice
Joan Rice (3 de febrero de 1930 (Derbyshire) - 1 de enero de 1997) fue una actriz británica de los años 50 conocida principalmente por su papel de Dalabo en la película Su majestad de los mares del Sur (1954) que coprotagonizó con Burt Lancaster.

## Filmografía
- El horror de Frankenstein, The Horror of Frankenstein (1970). De Jimmy Sangster
- The Long Knife (1958). De Montgomery Tully
- Women without Men (1956). De Elmo Williams
- Su majestad de los mares del Sur, His Majesty O’Keefe (1953). De Byron Haskin
- Los arqueros del rey, The Story of Robin Hood and His Merrie Men (1952). De Ken Annakin